# Geoorde trogon
De geoorde trogon (Euptilotis neoxenus) is een vogel uit de familie van de trogons (Trogonidae).

## Verspreiding en leefgebied
Deze soort is endemisch in westelijk Mexico.

## Status
De grootte van de populatie is in 2019 geschat op 20-50 duizend volwassen vogels. Op de Rode lijst van de IUCN heeft deze soort de status niet bedreigd.